# The Chieftains 2
The Chieftains 2 es el segundo álbum publicado por el grupo musical irlandés The Chieftains lanzado en 1969

## Listado de canciones
1. Banish Misfortune/Gillian's Apples - 3:34
2. Seóirse Brabston - 3:30
3. Bean An Fhir Rua (O'Carolan) - 2:50
4. An Phis Fhliuch/O'Farrell's Welcome To Limerick - 3:34
5. An Pástín Fionn/Mrs Crotty's/The Mountain Top - 4:13
6. The Foxhunt - 5:14
7. An Mhaighdean MHara/Tie The bonnet/O'Rourke's Reel - 4:14
8. Callaghan's Hornpipe/Byrne's Hornpipe - 3:14
9. Pigtown/ Tie The Ribbons/The Bag of Potatoes - 2:35
10. The Humours of Whiskey/Hardiman The Fiddler - 2:55
11. Dónall Óg - 3:55
12. Brian Boru's March - 3:13
13. Sweeney's Polka/Denis Murphy's Polka/The Scartaglen Polka - 3:31

## Créditos
- Paddy Moloney – uilleann pipes, tin whistle
- Martin Fay – fiddle (es un violín adaptado a la música folk)
- Seán Potts – tin whistle
- Seán Keane  – fiddle (es un violín adaptado a la música folk)
- Peadar Mercier – bodhrán
- Dave Fallon – bodhrán
- Michael Tubridy – flauta, concertina, tin whistle